# Schlacht bei Helsingborg 1362
Die Schlacht von Helsingborg ereignete sich am 8. Juli 1362 zwischen der dänischen und der hanseatischen Flotte während des Ersten Waldemarkrieges.
Im Rahmen der laufenden Handels- und Territorialstreitigkeiten zwischen der Hanse, Schweden und Dänemark hatten die Hansestädte mit Schweden und Holstein eine Vereinbarung getroffen, um Dänemark gemeinsam anzugreifen. Die vereinbarten Ziele waren Helsingborg und Kopenhagen. Der Bürgermeister von Lübeck, Johann Wittenborg, befehligte eine Angriffstruppe von rund 50 kleinen Seeschiffen, von denen fünf von Magnus Eriksson, König von Schweden, bezahlt worden waren.
Als Wittenborgs Flotte auf dem Weg nach Kopenhagen durch den engen Öresund segelte, wurde er überredet, die Stadt Helsingborg und ihre befestigte Zitadelle anzugreifen. Er ging mit seinen Kämpfern an Land und belagerte die Festung mehrere Wochen lang. In der Zwischenzeit stellte Valdemar Atterdag, König von Dänemark, seine eigene Flotte zusammen, die eine Armee von 2500 Mann tragen konnte, und griff die Hanse überraschend an.
Die Dänen siegten, da die meisten Wittenborg-Soldaten in der Stadt waren. Die Hansestädte verloren zwölf ihrer Koggen und mehrere ihrer Adligen wurden gefangen genommen.
Bei seiner Rückkehr nach Lübeck wurde Wittenborg wegen seiner schlechten Leistung im Krieg vor Gericht gestellt und hingerichtet. Die gefangenen Adligen wurden später freigelassen und der Krieg am 22. November 1365 durch den Friedensvertrag von Vordingborg beendet.

## Belege
- Philippe Dollinger: Die Deutsche Hansa. Routledge 1999, ISBN 0-415-19072-X.
- Der Artikel enthält Material aus dem entsprechenden Artikel im norwegischen Wiki
- Dansk biografisk Lexikon / III. Bind. Brandt – Clavus / p. 580-581 Christoffer 1341-1363